# Zimbabwe na Mistrzostwach Świata w Lekkoatletyce 2011
Zimbabwe na Mistrzostwach Świata w Lekkoatletyce 2011 – reprezentacja Zimbabwe podczas czempionatu w Daegu liczyła 4 zawodników.

## Występy reprezentantów Zimbabwe

### Mężczyźni

#### Konkurencje biegowe
| Konkurencja   | Zawodnik            | Runda 1  | Runda 1 | Runda 2  | Runda 2 | Półfinał | Półfinał | Finał        | Finał   |
| Konkurencja   | Zawodnik            | Rezultat | Pozycja | Rezultat | Pozycja | Rezultat | Pozycja  | Rezultat     | Pozycja |
| ------------- | ------------------- | -------- | ------- | -------- | ------- | -------- | -------- | ------------ | ------- |
| Bieg na 100 m | Ngonidzashe Makusha |          |         | 10.31    | 11 Q    | 10.27    | 17       |              |         |
| Bieg na 100 m | Gabriel Mvumvure    |          |         | 10.63    | 44      |          |          |              |         |
| Bieg na 200 m | Gabriel Mvumvure    |          |         | 21.11    | 41      |          |          |              |         |
| Maraton       | Cuthbert Nyasango   |          |         |          |         |          |          | 2:15:56 (SB) | 16      |

#### Konkurencje techniczne
| Konkurencja | Zawodnik            | Eliminacje | Eliminacje | Finał    | Finał   |
| Konkurencja | Zawodnik            | Rezultat   | Pozycja    | Rezultat | Pozycja |
| ----------- | ------------------- | ---------- | ---------- | -------- | ------- |
| Skok w dal  | Ngonidzashe Makusha | 8,11 m     | 4 q        | 8,29 m   | 3       |

### Kobiety

#### Konkurencje biegowe
| Konkurencja    | Zawodnik       | Runda 1  | Runda 1 | Runda 2      | Runda 2 | Półfinał | Półfinał | Finał    | Finał   |
| Konkurencja    | Zawodnik       | Rezultat | Pozycja | Rezultat     | Pozycja | Rezultat | Pozycja  | Rezultat | Pozycja |
| -------------- | -------------- | -------- | ------- | ------------ | ------- | -------- | -------- | -------- | ------- |
| Bieg na 1500 m | Tandiwe Nyathi |          |         | 4:32.79 (PB) | 34      |          |          |          |         |